# 多棘刺尻魚
多棘刺尻魚，為輻鰭魚綱鱸形目鱸亞目蓋刺魚科的一個種。

## 分布
本魚分布於印度西太平洋區，包括葛摩、南非、東非、紅海、模里西斯、留尼旺、塞席爾群島、馬達加斯加、印度、斯里蘭卡、印尼、泰國等海域。

## 特徵
本魚體側扁，呈橢圓形，體呈褐色，頭部及各鰭顏色較深，體側具數條垂直細黑色條紋，鰓蓋上緣具一黑色眼斑，眼斑包圍一圈鐵灰色環，背鰭、腹鰭、臀鰭及尾鰭具藍色邊緣，背鰭硬棘14枚，背鰭軟條15-17枚，臀鰭硬棘3枚，臀鰭軟條16-17枚，體長可達14公分。

## 生態
本魚棲息於珊瑚繁盛或潟湖或臨海礁石的碎石區域。

## 經濟利用
可做為觀賞魚。